# Обсерватория Хельсинкского университета
Обсерватория Хельсинкского университета была научным отделом Хельсинкского университета, работавшим с 1834 по 2009 год. В здании обсерватории с 2012 года находится выставочный и общественный центр «Обсерватория Хельсинки», который является частью музея Хельсинкского университета .

## История

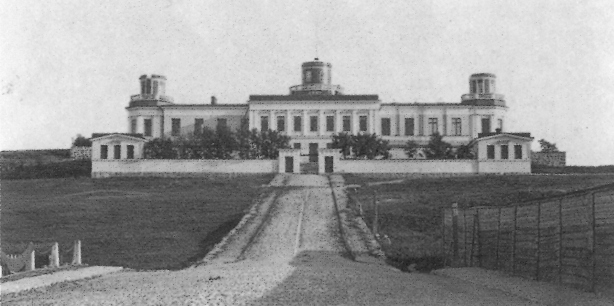
Обсерватория с севера около 1870 г. (Фото Ойгена Хофферса.)

### Ранний период
В Турку была обсерватория, спроектированная Карлом Людвигом Энгелем с 1819 года, но после пожара в Турку в 1827 году император Николай I решил перенести университет в Хельсинки. Таким образом, обсерваторию нужно было построить и в Хельсинки.
За дизайн обсерватории отвечал Фридрих Вильгельм Август Аргеландер, профессор астрономии в университете. Аргеландер нашёл подходящее высокое и уединенное место для обсерватории на Тяхтиторнинмяки, затем на Ульрикасборге, что было подтверждено императором.
Энгель, куратор общественных зданий в Финляндии, был уполномочен нарисовать здание, и чертежи, разработанные в сотрудничестве с Аргеландером. Проект был завершен в декабре 1829 года. Тартуская обсерватория и особенно её смотровая башня использовались в качестве модели. Энгель также хотел спроектировать здание, чтобы «украсить город», потому что оно находилось на таком видном месте в конце Unioninkatu .
Строительные работы начались в 1831 году и были завершены в 1834 году. Осмотр состоялся 12 сентября 1834 года. Новая обсерватория соответствовала самым высоким стандартам того времени. В его меридиональном зале располагались три большие наблюдательные машины, а для телескопов были построены три цилиндрические башни. Один современный телескоп уже был заказан в Турку в 1818 году, но он прибыл в Финляндию только в 1830 году и был установлен в Хельсинки.
Обсерватория Хельсинки также известна как первая обсерватория в мире, использующая смотровые башни в качестве архитектурных элементов.
В данный период обсерватория была видна городу, так как холм изначально был застроен. Ежедневно в 12 часов с планки его башни сбрасывали сумку, чтобы корабли могли проверить свои хронометры . Обсерватория исчезла из виду в городе в начале XX века, когда был построен парк Тяхтиторнинмяки.
В меридиональном зале обсерватории были размещены меридианные и обходные круги для определения положения звезд с севера на юг. Так называемый рефрактор Аргеландера с 18-сантиметровой линзой, поступивший в 1834 г., был размещен в средней поворотной башне. В западной башне был гелиометр, сделанный Йозефом фон Фраунгофер.

### Участие в работе звездного списка

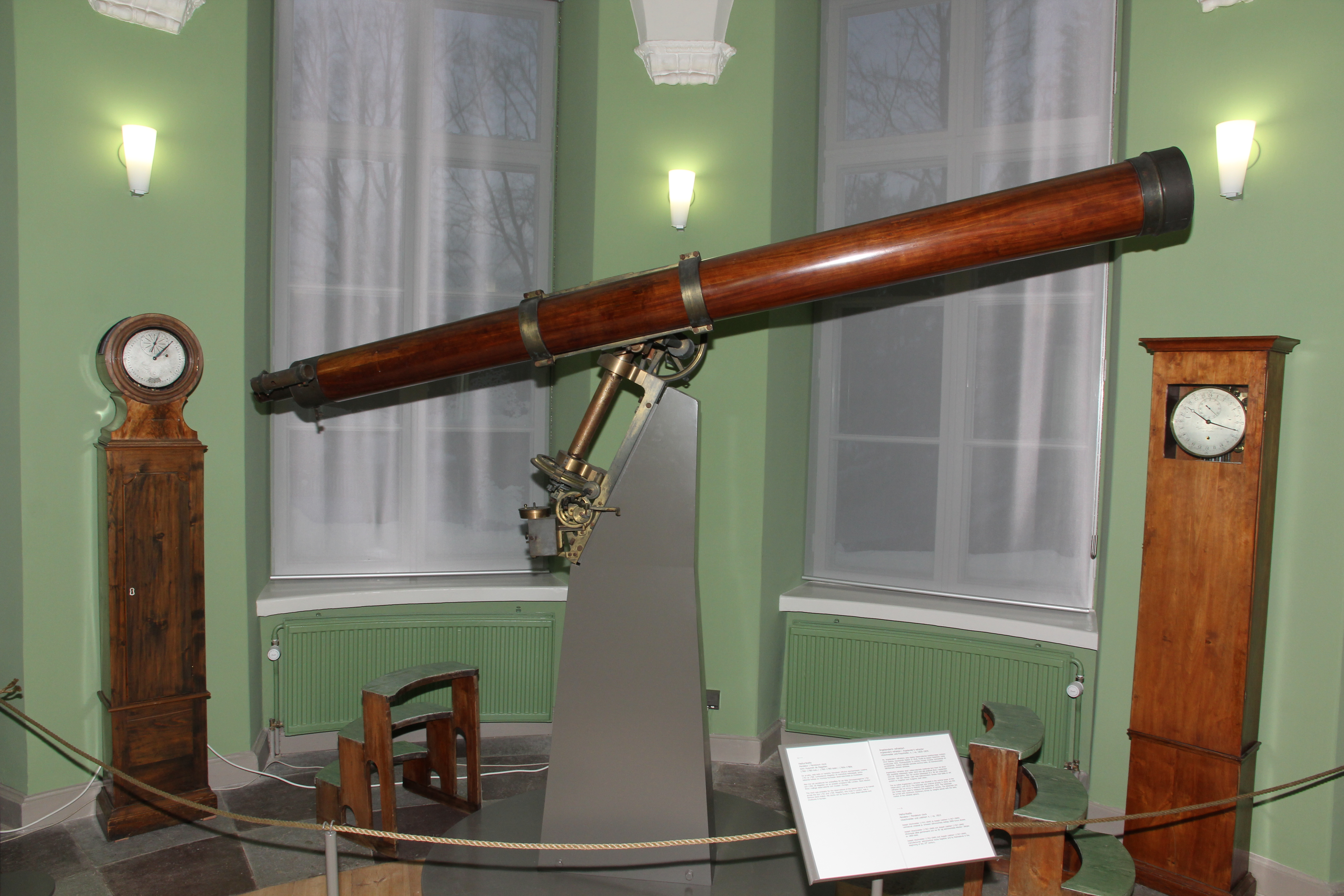
Рефрактор Argelander.

После того, как Фридрих Вильгельм Август Аргеландер переехал в Бонн в 1837 году, Густав Лундаль стал профессором астрономии в 1842 году, а затем Фредрик Вольстедт в 1846 году Его сменил в 1862 году Адальберт Крюгер, служивший помощником Фридрих Вильгельм Август Аргеландер в Боннской обсерватории. Крюгер принимал участие в работе над большим звездным каталогом Astronomische Gesellschaft в Хельсинки. Он зафиксировал 14 680 звезд.
Андерс Доннер Северин стал профессором астрономии в 1883 году. В его время в обиход вошла фотография звезд. В 1890 г. для обсерватории построена так называемая новая башня обсерватории с объективом 330 мм для фотографии и объективом 254 мм.
Обсерватория участвовала в программе Carte du Ciel — крупной программе международного сотрудничества. Все пластины звездного списка, взятые для программы, были взяты к 1896 году, пластины звездной карты — к 1911 году. Измерение пластинок шло медленно, последняя часть звездного списка была опубликована в 1937 году. Долгое время Хельсинкская обсерватория была единственной, кто завершил работу.
После Доннера профессором в 1918 году стал Карл Ф. Зундман. После него профессором стал Густав Ярнефельт.

### Приход астрофизики в Финляндию

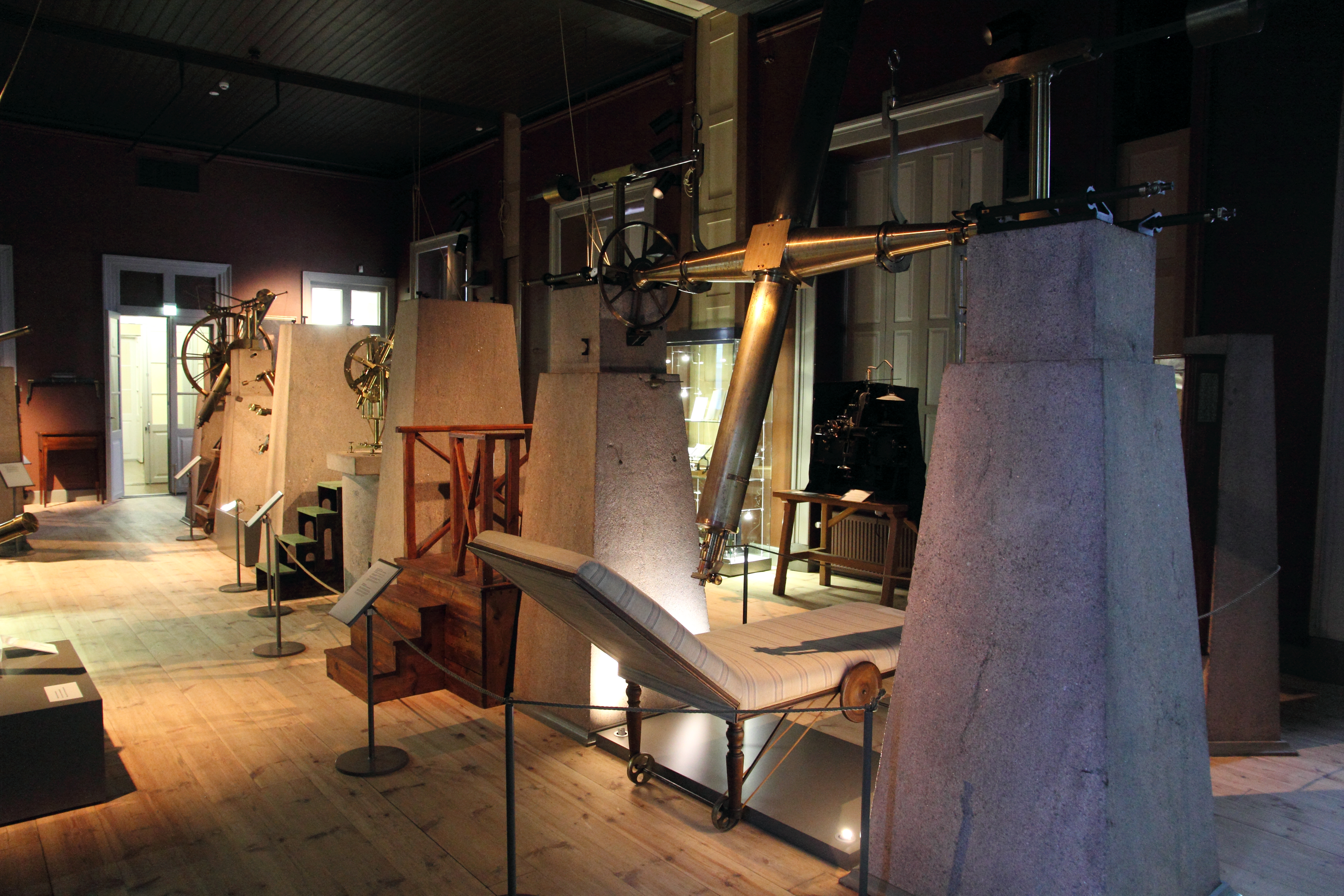
Меридиан Холл

Астрофизика стала основным направлением астрономии в XX веке. Однако изучать астрофизику в Финляндии было невозможно. Поэтому студенту Яакко Туоминену пришлось уехать за границу, чтобы изучать эту область. Туоминен вернулся в Финляндию в 1950 году и был назначен личным дополнительным профессором астрономии. По его инициативе в 1951 году в Хельсинкском университете была создана Радиоастрономическая станция. В конце 1960-х её название было изменено на Лаборатория астрофизики.
В 1967 году университету поступило предложение построить новую обсерваторию в Метсахови для астрофизических наблюдений. Проект развивался стремительно, и в 1971 году в Метсахови была построена обсерватория с 60-сантиметровым зеркальным телескопом Рити-Кретьена.

### Захват обсерватории
Обсерватория была резиденцией наблюдателя с момента её основания. В 1969 году переехал профессор Густав Ярнефельт. Пол Кустаанхеймо, планировавший переехать в обсерваторию, был назначен новым профессором. Чтобы предотвратить это, 3 декабря 1969 года сотрудники лаборатории астрофизики заказали движущуюся машину и переехали в обсерваторию без разрешения университета. Мероприятие поддержали, в том числе, ряд студентов-политологов. Студенты потребовали, чтобы помещения обсерватории были доступны для использования в исследовательских и учебных целях.
Университет очень сочувствовал оккупантам, и уже на следующий день университет начал превращать квартиру бывшего начальника в рабочие места. В связи с поглощением Кустаанхеймо остался в отпуске с должности профессора астрономии. Он окончательно ушёл в отставку в 1977 году и переехал в Данию.

### Закрытие кафедры астрономии
С новым законом об университетах, который вступил в силу в 2010 году, Консистория Хельсинкского университета упразднила факультет астрономии. Было решено интегрировать преподавание астрономии в кафедру геофизики и астрономии, созданную при кафедре физики с начала 2010 года.
Обсерватория была реконструирована в 2011—2012 гг. В октябре 2012 года Обсерватория открыла центр аудитории, принадлежащий музею Хельсинкского университета, который рассказывает об истории и будущем космоса и астрономии и ориентирован прежде всего на детей и молодежь. Помимо выставок, в общественном центре есть планетарий и кафе, а также арендованный лекционный зал, где можно организовать различные мероприятия. Офис университетского альманаха останется в Обсерватории. Астрономическое общество Урса также получило помещения от здания.